# Viburnum foetens
Viburnum foetens är en desmeknoppsväxtart som beskrevs av Joseph Decaisne. Viburnum foetens ingår i släktet olvonsläktet, och familjen desmeknoppsväxter. Inga underarter finns listade i Catalogue of Life.